# Darb-e Behesht
Darb-e Behesht (persiska: درب مزار, Darb-e Mazār, درب بهشت) är en ort i Iran.   Den ligger i provinsen Kerman, i den sydöstra delen av landet, 900 km sydost om huvudstaden Teheran. Darb-e Behesht ligger 2 633 meter över havet och antalet invånare är 3 456.
Terrängen runt Darb-e Behesht är varierad.Runt Darb-e Behesht är det glesbefolkat, med 17 invånare per kvadratkilometer. Darb-e Behesht är det största samhället i trakten. Trakten runt Darb-e Behesht är ofruktbar med lite eller ingen växtlighet.